# Autoscopia

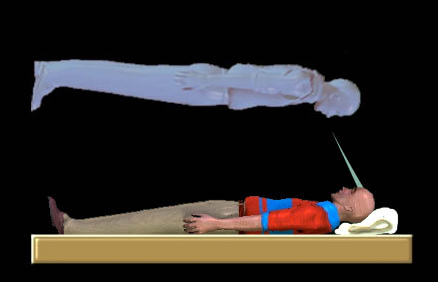
La impresión de un artista sobre una experiencia fuera del cuerpo.

La autoscopia (del griego antiguo αὐτός ("yo") y σκοπός ("vigilante")) es la experiencia en la que el individuo, mientras cree estar despierto, ve su propio cuerpo desde una perspectiva fuera de su cuerpo.
Tal fenómeno ha intrigado a la humanidad desde tiempos inmemoriales y es abundante en el folclore, en la mitología y en la narrativa espiritual de la mayoría de las sociedades antiguas y modernas. Generalmente, se encuentran descripciones de presuntos casos de autoscopia en la práctica psiquiátrica moderna.

## Factores
Estas experiencias, se caracterizan por la presencia de los siguientes tres factores:
- Desencarnación: una aparente salida fuera del propio cuerpo.
- Experiencia extracorporal: impresión de ver el mundo desde una perspectiva elevada, pero con un punto de vista visual-espacial egocéntrico.
- Impresión de ver el propio cuerpo desde esta perspectiva (autoscopia).

El Laboratorio de Neurociencias Cognitivas de la École Polytechnique Fédérale de Lausanne, en Lausana, y el Departamento de Neurología del Hospital Universitario de Ginebra, en Suiza, han revisado algunos de los factores clásicos que provocan la supuesta autoscopía. Estos son el sueño, el abuso de drogas, la anestesia general y la neurobiología. Se han comparado con los hallazgos recientes sobre los mecanismos neurológicos y neurocognitivos de la autoscopia. Los datos revisados indican que los fenómenos de autoscopia pueden deberse a la desintegración funcional del procesamiento multisensorial de bajo nivel y un auto-procesamiento anormal de alto nivel en la unión temporoparietal. Los investigadores sostienen que la investigación experimental de las interacciones entre estos mecanismos multisensoriales y cognitivos en las autoscopias y su relación con las alucinaciones podría mejorar el conocimiento de los mecanismos centrales de la conciencia y la autoconciencia, en combinación con técnicas de neuroimagen y de comportamiento.

## Trastornos
Existe un trastorno psiquiátrico relacionado conocido como autoscopia negativa o heautoscopia negativa, un fenómeno psicológico en el que el paciente no ve su reflejo cuando se mira en un espejo. Aunque la imagen del afectado puede ser vista por los demás, la persona asegura no ver nada. Este fenómeno fue conocido hasta hace poco como "síndrome de Maartechen" debido a las observaciones resultantes de experimentos que ilustran esta enfermedad.